# Microporellus iguazuensis
Microporellus iguazuensis är en svampart som beskrevs av Rajchenb. 1987. Microporellus iguazuensis ingår i släktet Microporellus och familjen Polyporaceae.   Inga underarter finns listade i Catalogue of Life.